# مستضد سرطاني مضغي
المستضد السرطاني المضغي (بالإنجليزية: Carcinoembryonic antigen)‏ هو بروتين سكري مرتبط بسلسلة من السكريات المرتبطة بسلسلة  أخرى من الببتيدات المتعددة التي تشترك في التصاق الخليّة  ويُقصد بالبروتين السكري ارتباط الخليّة بأي سطح خارجي أو بخليّة أخرى عن طريق استخدام الجزيئات الخلويّة اللاصقة كالسيليكتين - وهي سلسلة من البروتينات السكريّة التي ترتبط بالجزء السكري للخلايا الملاصقة. وعادةً ما تُنتج هذه البروتينات أثناء تطوّر الجنين ويتوقف إنتاجها قبل الولادة. وهذه البروتينات لا تتواجد عند الأشخاص الذين يتمتعون بالصحة الجيدة، وإنما تتواجد - فقط - عند فئات قليلة منها المدخنين.
وعليه، فإنّ المستضد السرطاني المضغي هو عبارة عن «غليكوسيل فوسفاتيديل إينوسيتول»  يُثَبِّتُ «الجلايكوبروتين» على سطح الخلية الذي بدوره يقوم بعملية الـ «سيالوفوكوسيلاتد جلايكوفورم»   (Sialofucosylated)وهي إضافة سكر الفيوكوز Fucose إلى الجزيئات مثل البروتين وذلك ضمن سرطان القولون من نوع L سيلكتين وE سيلكتين التي قد تكون حرجة وخطيرة في هجرة الخلايا السرطانية (metastatic cancer) أي عملية تكون السرطان في منطقة أخرى منفصلة عن المنطقة الأولى التي نشأ فيها السرطان الأولي، فمثلا قد يبدأ السرطان في الأمعاء، ثم ينتقل إلى الكبد.
كما أنها تتميز مناعيا بأنها ضمن عنقود التمايز  CD66(وهي طريقة اختبارية تجرى على خطوات بغرض التفرقة بين جزيئات  كثيرة تظهر على أسطح الخلايا في الجسم؛ وتستهدف تلك الاختبارات معرفة خلايا الجهاز المناعي ودراستها)، وتشمل البروتينات الآتية: CD66a، CD66b، CD66c، CD66d، CD66e، CD66f. 

## اكتشاف المستضد السرطاني المضغي
تم تعريف المستضد السرطاني المضغي عام 1965 من العالم فيلغولد الذي كشف عنه في أنسجة قولون مُصاب بورم من نوع خبيث.

## أهميته في التشخيص
أثبتت الدراسات أن الأشخاص المُصابين بأورام القولون والمستقيم  والمعدة والبنكرياس والرئتين والثدي يرتفع لديهم تركيز هذا البروتين كما يرتفع أيضاً في حالة الإصابة بسرطان الغدة الدرقيّة الُلبي.
وعادةً ما يُستخدم تركيز المُستضد السرطاني المضغي كمؤشر على وجود السرطان أو إعادة الإصابة به بعد خضوع المريض للعلاج، حيث يُفترض أن يعود إلى تركيزه الأصلي بعد إجراء عمليات الاستئصال، وإذا حدث غير ذلك فيُعد مؤشراً على عودة الخلايا السرطانيّة وعدم الشفاء التام. ولا بدّ من الإشارة إلى أنّه قد يرتفع تركيز المستضد في حالات عدة غير مرتبطة بالأورام الخبيثة كالتهاب القولون التقرحي، والتهاب خلايا البنكرياس وتشمع الكبد.
أما عن معدل المستضد في جسم الإنسان، فأنه يختلف من جسم لآخر، فالمعدل الطبيعي للمستضد عند غير المدخنين يصل إلى 2.5 مغ/مل، أما عند المدخنين فيصل إلى 5 مغ/مل،  وفي حال الإصابة بورم حميد، فإن تركيزه يرتفع لما يزيد عن 10 مغ/مل، أما في حالة الأورام الخبيثة فيتعدى تركيزه 100مغ/مل.

## الوراثة
يتبع هذا المستضد العديد من الجينات التي تُشكل بدورها عائلة من الأجسام المضادة أو الجلوبيولينات المناعيّة، ففي جسم الإنسان تتكوّن عائلة جينات المستضد السرطاني المضغي من 29 جيناً ولكن 18 جيناً منهم يتواجد بشكل طبيعي، وفيما يلي بعض الجينات التي تقوم بترميز (encode) بعض بروتينات المستضد السرطاني المضغي:
CEACAM1, CEACAM3, CEACAM4, CEACAM5, CEACAM6, CEACAM7, CEACAM8, CEACAM16, CEACAM18, CEACAM19, CEACAM20, CEACAM21.

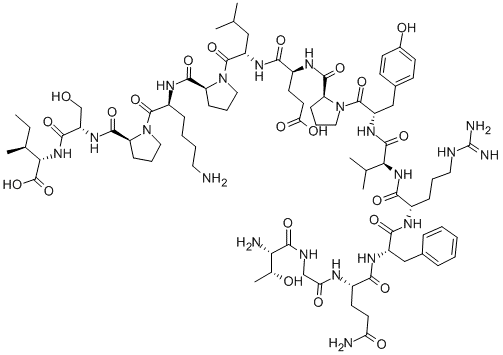
البنية الكيميائية لبروتين المستضد السرطاني المضغي